# Leichtathletik-Europameisterschaften 1986/1500 m der Frauen

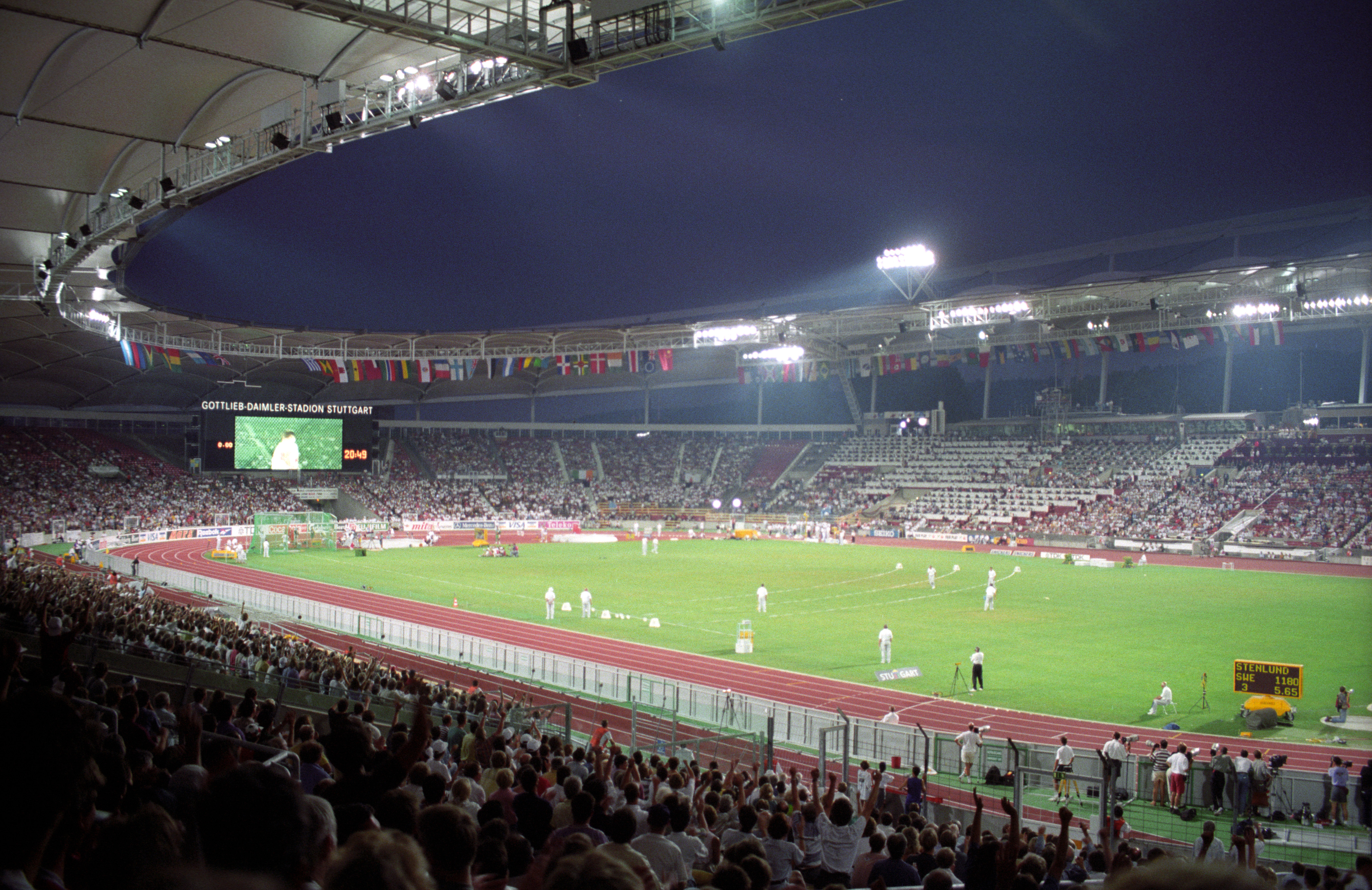
Das Stuttgarter Neckarstadion (heute MHPArena) bei den Leichtathletik-Weltmeisterschaften 1993

Der 1500-Meter-Lauf der Frauen bei den Leichtathletik-Europameisterschaften 1986 wurde am 29. und 31. August 1986 im Stuttgarter Neckarstadion ausgetragen.
In diesem Wettbewerb gab es einen Doppelsieg für die sowjetischen Läuferinnen. Europameisterin wurde Rawilja Agletdinowa. Die 3000-Meter-Olympiasiegerin von 1980 Tetjana Samolenko errang die Silbermedaille. Bronze ging an die rumänische Olympiazweite von 1984 und 800-;Meter-Olympiasiegerin von 1984 Doina Melinte.

## Rekorde

### Bestehende Rekorde
| Weltrekord           | 3:52,47 min | Tatjana Kasankina | Zürich, Schweiz        | 13. August 1980    |
| Europarekord         | 3:52,47 min | Tatjana Kasankina | Zürich, Schweiz        | 13. August 1980    |
| Meisterschaftsrekord | 3:57,80 min | Olga Dwirna       | EM Athen, Griechenland | 11. September 1982 |

Der bestehende EM-Rekord wurde bei den drei jeweils rein auf ein schnelles Finish ausgerichteten Rennen nicht erreicht. Die schnellste Zeit erzielte die sowjetische Europameisterin Rawilja Agletdinowa mit 4:01,19 min, womit sie 3,39 s über dem Rekord blieb. Zum Welt- und Europarekord fehlten ihr 8,72 s.

### Rekordverbesserung
Es wurde ein neuer Landesrekord aufgestellt:
4:03,09 min – Ivana Walterová (Tschechoslowakei), Finale am 31. August

## Vorrunde
29. August 1982, 18:20 Uhr
Die Vorrunde wurde in zwei Läufen durchgeführt. Die ersten fünf Athletinnen pro Lauf – hellblau unterlegt – sowie die darüber hinaus zwei zeitschnellsten Läuferinnen – hellgrün unterlegt – qualifizierten sich für das Finale.

### Vorlauf 1

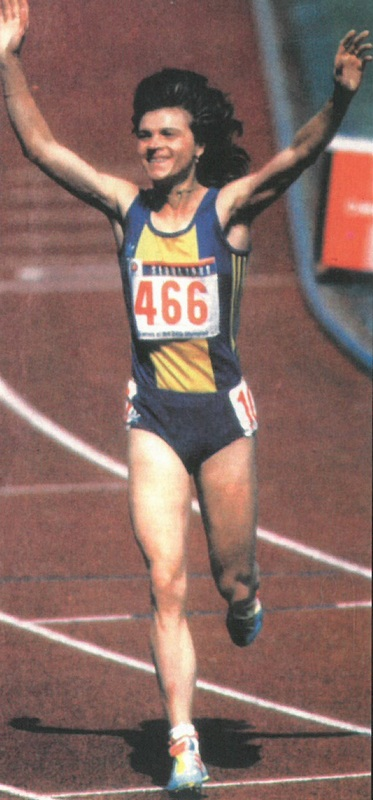
Paula Ivan schied als Siebte des ersten Vorlaufs aus

| Platz | Name              | Nation           | Zeit (min) |
| ----- | ----------------- | ---------------- | ---------- |
| 1     | Tetjana Samolenko | Sowjetunion      | 4:06,70    |
| 2     | Ivana Walterová   | Tschechoslowakei | 4:06,75    |
| 3     | Zola Budd         | Großbritannien   | 4:06,83    |
| 4     | Cornelia Bürki    | Schweiz          | 4:06,86    |
| 5     | Maricica Puică    | Rumänien         | 4:06,87    |
| 6     | Christina Cahill  | Großbritannien   | 4:07,74    |
| 7     | Paula Ivan        | Rumänien         | 4:10,64    |
| 8     | Annette Sergent   | Frankreich       | 4:11,32    |
| 9     | Snežana Pajkić    | Jugoslawien      | 4:13,76    |
| 10    | Corine Debaets    | Belgien          | 4:14,97    |

### Vorlauf 2
| Platz | Name                | Nation         | Zeit (min) |
| ----- | ------------------- | -------------- | ---------- |
| 1     | Rawilja Agletdinowa | Sowjetunion    | 4:06,72    |
| 2     | Kirsty Wade         | Großbritannien | 4:06,74    |
| 3     | Doina Melinte       | Rumänien       | 4:06,78    |
| 4     | Swetlana Kitowa     | Sowjetunion    | 4:06,80    |
| 5     | Nikolina Schterewa  | Bulgarien      | 4:06,99    |
| 6     | Heike Oehme         | DDR            | 4:07,16    |
| 7     | Elly van Hulst      | Niederlande    | 4:07,21    |
| 8     | Vera Michallek      | BR Deutschland | 4:07,52    |
| 9     | Andri Avraam        | Zypern         | 4:15,20    |
| 10    | Roberta Brunet      | Italien        | 4:15,76    |

## Finale
31. August 1982, 16:35 Uhr
| Platz | Name                | Nation           | Zeit (min) |
| ----- | ------------------- | ---------------- | ---------- |
| 1     | Rawilja Agletdinowa | Sowjetunion      | 4:01,19    |
| 2     | Tetjana Samolenko   | Sowjetunion      | 4:02,36    |
| 3     | Doina Melinte       | Rumänien         | 4:02,44    |
| 4     | Ivana Walterová     | Tschechoslowakei | 4:03,09 NR |
| 5     | Maricica Puică      | Rumänien         | 4:03,90    |
| 6     | Swetlana Kitowa     | Sowjetunion      | 4:04,74    |
| 7     | Kirsty Wade         | Großbritannien   | 4:04,99    |
| 8     | Cornelia Bürki      | Schweiz          | 4:05,31    |
| 9     | Zola Budd           | Großbritannien   | 4:05,32    |
| 10    | Nikolina Schterewa  | Bulgarien        | 4:06,31    |
| 11    | Elly van Hulst      | Niederlande      | 4:06,72    |
| 12    | Heike Oehme         | DDR              | 4:08,61    |

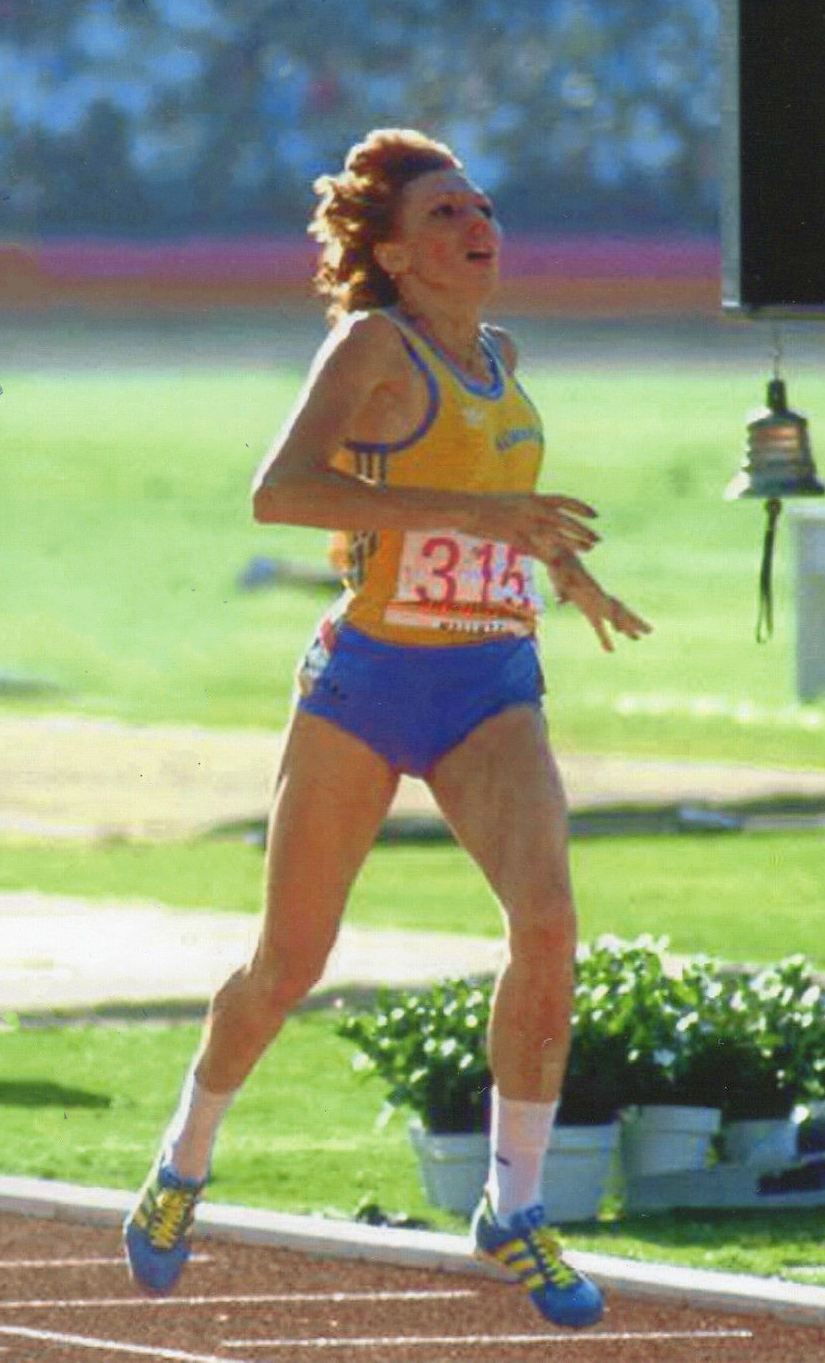
Die Olympiazweite von 1984 und 800-Meter-Olympiasiegerin von 1984 Doina Melinte erlief sich hier die Bronzemedaille

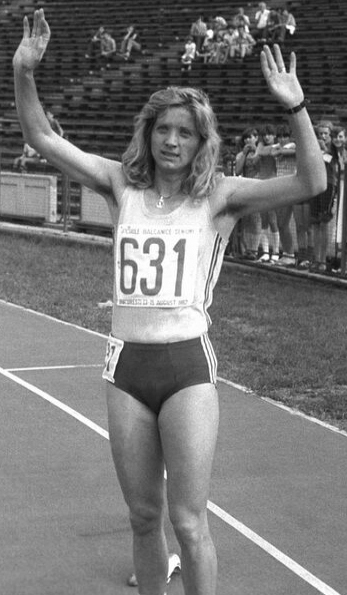
Die EM-Vierte von 1982 und 3000-Meter-EM-Zweite von 1982 Maricica Puică kam nach ihrer Silbermedaille drei Tage zuvor über 3000 Meter nun auf Rang fünf, 1984 hatte sie olympisches Gold über 3000 Meter und Bronze über 1500 Meter errungen
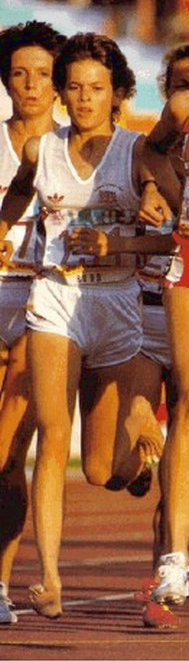
Zola Budd belegte Rang neun – sie war vormals für Südafrika gestartet, ging nach ihrer Heirat dorthin zurück und nahm dann auch wieder für Südafrika an Wettkämpfen teil
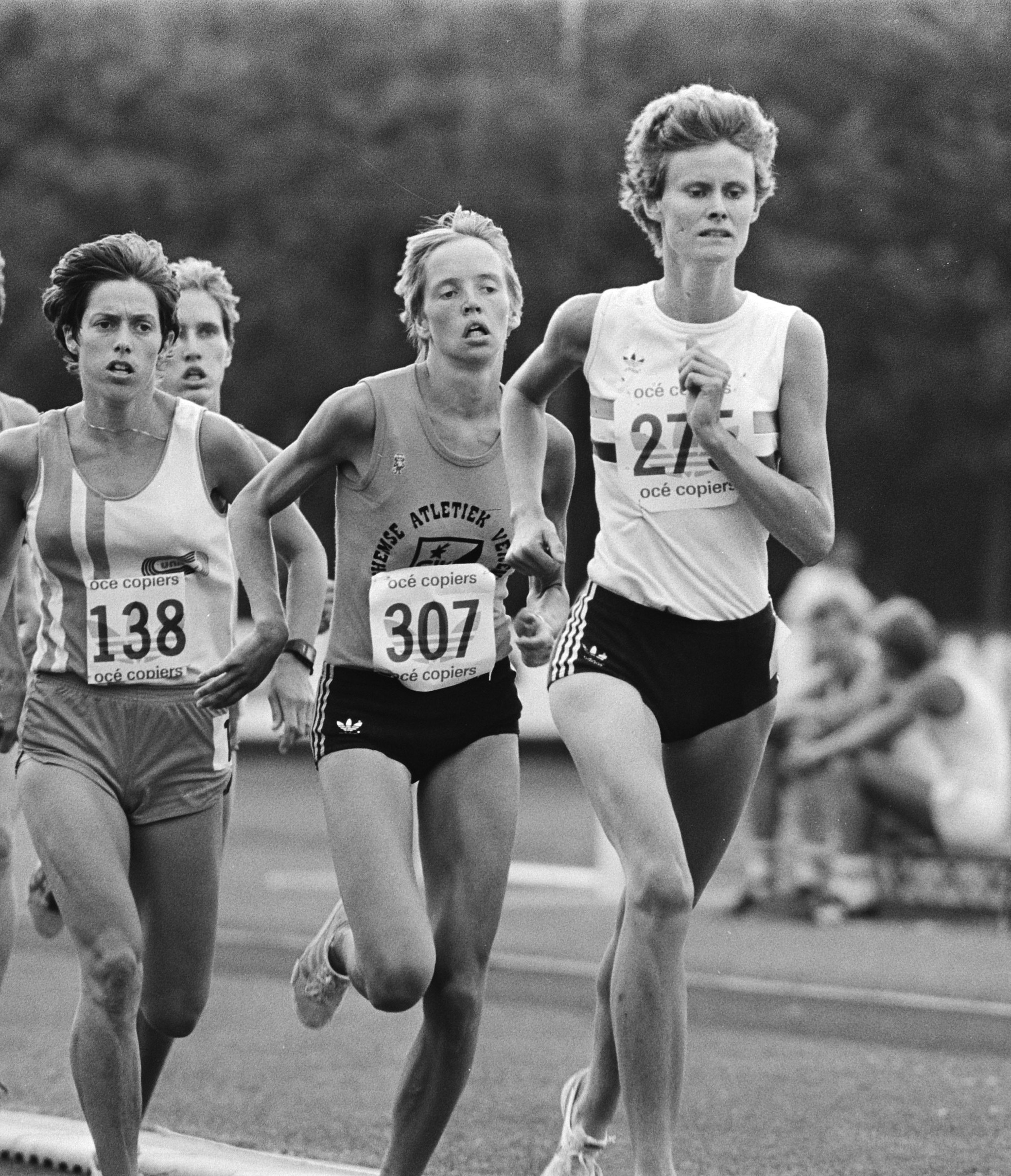
Die EM-Achte von 1982 Elly van Hulst (auf dem Foto in führender Position) erreichte hier den elften Platz

## Videolink
- 1986 European Athletics Championship Women's 1500m final, www.youtube.com, abgerufen am 17. Dezember 2022